# Naetrocymbe
Naetrocymbe is een geslacht van schimmels uit de familie Naetrocymbaceae. De typesoort is Naetrocymbe fuliginea.

## Soorten
volgens Index Fungorum telt het geslacht 21 soorten (peildatum februari 2023):
| Soortnaam                                 | Auteur(s)                                           | Publicatiejaar |
| ----------------------------------------- | --------------------------------------------------- | -------------- |
| Naetrocymbe atomarioides                  | (Müll. Arg.) R.C. Harris                            | 1995           |
| Naetrocymbe atractospora                  | (Zahlbr.) R.C. Harris                               | 1995           |
| Naetrocymbe cedrina                       | (Zahlbr.) R.C. Harris                               | 1995           |
| Naetrocymbe depressa                      | Bat.                                                | 1951           |
| Naetrocymbe fraxini (Essenstipjes)        | (A. Massal.) R.C. Harris                            | 1995           |
| Naetrocymbe fuliginea                     | Körb.                                               | 1865           |
| Naetrocymbe herrei                        | K. Knudsen & Lendemer                               | 2009           |
| Naetrocymbe inspersa                      | Bat.                                                | 1951           |
| Naetrocymbe kentrospora                   | (Branth) Alstrup                                    | 2009           |
| Naetrocymbe lafoensiae                    | Bat.                                                | 1951           |
| Naetrocymbe massalongoana                 | (Hepp) R.C. Harris                                  | 1995           |
| Naetrocymbe mauritiae                     | Bat.                                                | 1951           |
| Naetrocymbe megalospora                   | (Lönnr.) R.C. Harris                                | 1995           |
| Naetrocymbe nitescens                     | (Salwey ex Mudd) M.B. Aguirre, P.F. Cannon & Minter | 2015           |
| Naetrocymbe perparum                      | Bat.                                                | 1951           |
| Naetrocymbe punctiformis (Gewone stipjes) | (Pers.) R.C. Harris                                 | 1995           |
| Naetrocymbe quassiicola                   | (Fée) R.C. Harris                                   | 1995           |
| Naetrocymbe rhododendri                   | (Arnold) Hafellner & Türk.                          | 2001           |
| Naetrocymbe rhyponta                      | (Ach.) R.C. Harris                                  | 1995           |
| Naetrocymbe robusta                       | Bat.                                                | 1951           |
| Naetrocymbe saxicola                      | (A. Massal.) R.C. Harris                            | 1995           |